# Cate Blanchettová
Catherine Élise „Cate“ Blanchettová (nepřechýleně Blanchett, * 14. května 1969 Melbourne) je australská herečka a producentka. Je považována za jednu z nejlepších hereček své generace a známá všestrannou prací napříč nezávislými filmy, blockbustery a divadlem. Stala se držitelkou řady ocenění, včetně dvou Oscarů, čtyř cen Britské filmové akademie a čtyř Zlatých glóbů.
Svou hereckou kariéru začala na australské scéně. Mezinárodní pozornost získala filmem Královna Alžběta (1998), v němž ztvárnila postavu anglické královny Alžběty I. Za výkon obdržela Zlatý Glóbus a cenu BAFTA pro nejlepší herečku a první oscarovou nominaci. Roli další panovnice – elfí královny Galadriel si zahrála v trilogiích Pán prstenů a Hobit. Za ztvárnění Katharine Hepburnové ve filmu Letec (2004) režiséra Martina Scorseseho si odnesla Oscara pro nejlepší herečku ve vedlejší roli. Titulní postava neukotvené Jasmíny v Allenově dramatu Jasmíniny slzy pro ni znamenala zisk Zlatého glóbu a Oscara za nejlepší herečku. Oscarové nominace jí přinesly také výkony ve filmech Zápisky o skandálu (2006), Beze mě: Šest tváří Boba Dylana (2007), Královna Alžběta: Zlatý věk (2007) a Carol (2015). S celkem osmi nominacemi na Oscara se stala nejvíce nominovanou australskou herečkou bez ohledu na pohlaví.
V letech 2008–2013 s manželem Andrewem Uptonem působili na pozici uměleckých ředitelů souboru Sydney Theatre Company.

## Rodina a vzdělání
Narodila se na melbournském předměstí Ivanhoe do rodiny Australanky June, rozené Gambleové, a Američana Roberta „Boba“ Blanchetta pocházejícího z Texasu. V deseti letech ztratila otce, který zemřel na infarkt myokardu. Starší bratr Bob Blanchett se stal inženýrem počítačových systémů a mladší sestra Genevieve Blanchettová začala pracovat jako divadelní výtvarnice.
Po dívčí základní škole v Ivanhoe absolvovala dívčí gymnázium v Kew na předměstí Melbourne, kde objevila své zaujetí herectvím. Následně studovala rok ekonomii a výtvarná umění na Melbournské univerzitě, než odjela do zámoří. V Káhiře přijala komparzovou roli americké roztleskávačky v egyptském boxerském filmu Kaboria. Po návratu do Austrálie se přestěhovala do Sydney, kde v roce 1992 dokončila bakalářský stupeň Národního institutu dramatického umění a začala hereckou kariéru.

## Herecká kariéra
První velkou inscenací byla hra Davida Mameta Oleanna z roku 1993, kterou hrála spolu s Geoffrey Rushem a získala za ni ocenění kritiků sydneyských divadel za nejlepší debut. Také ztvárnila Ofélii ve hře Hamlet upravené podle Company B (režisérem byl Neil Armfield) v letech 1994 a 1995 a později v dalších televizních minisériích.

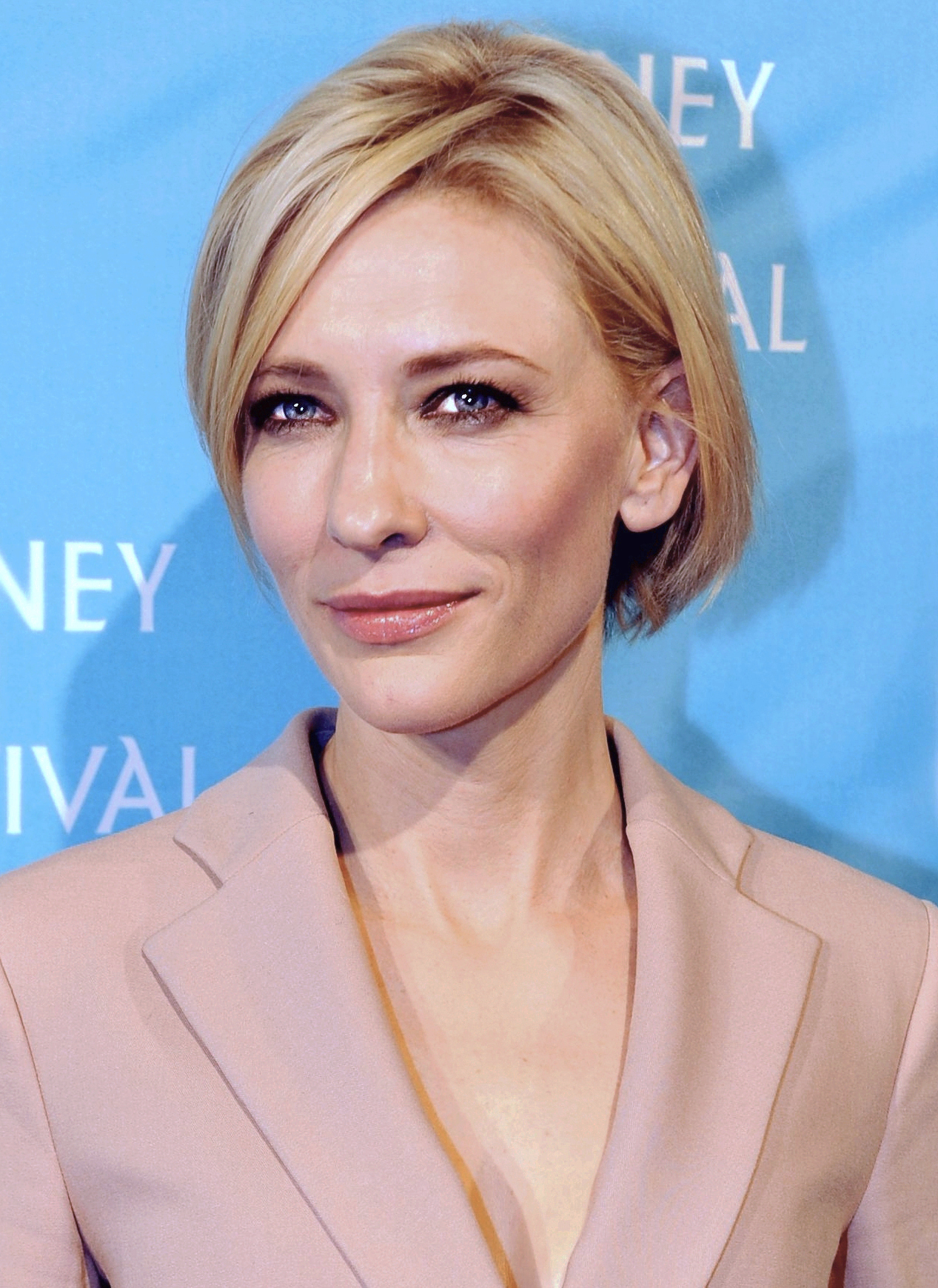
Cate Blanchettová na filmovém festivalu v Sydney, 2011

Jejím prvním mezinárodním filmem se stal Paradise Road z roku 1997, ve kterém hrála australskou zdravotní sestru zajatou japonskou armádou během druhé světové války. První hlavní rolí byla v témže roce adaptace Oscar and Lucinda, ve které hrála po boku Ralpha Fiennese. Herecký výkon jí vynesl nominaci na cenu Australské filmové asociace pro nejlepší herečku v hlavní roli, kterou však neproměnila. Ve stejném roce získala cenu za nejlepší vedlejší ženský herecký výkon v postavě Lizzie v romantické komedii Zaplaťpánbůh potkal Lizzie.
První velkou rolí se stala postava Alžběty I. ve filmu Královna Alžběta z roku 1998, který ji vynesl nominaci na Oscara za nejlepší herečku. Cenu nakonec nezískala, ale získala cenu Britské akademie filmových a televizních umění (BAFTA) a Zlatý glóbus za nejlepší herečku ve filmovém dramatu. O rok později byla nominována na další cenu BAFTA za vedlejší roli ve filmu Talentovaný pan Ripley.
Objevila se také ve filmové trilogii Pán Prstenů režiséra Petera Jacksona jako elfská královna Galadriel.
V roce 2005 získala Oscara za nejlepší ženský vedlejší výkon za roli Katharine Hepburnové ve filmu Letec režiséra Martina Scorseseho. Cate tak byla první herečkou, která získala Oscara za ztvárnění jiného držitele této ceny.
V roce 2006 se objevila po boku Brada Pitta ve filmu Babel a ve filmu Zápisky o skandálu společně s Judi Denchovou. Za tento poslední film získala Cate svoji třetí nominaci na Oscara. V roce 2007 získala Coppa Volpi pro nejlepší herečku na Benátském filmovém festivalu a Zlatý glóbus za nejlepší ženský vedlejší výkon za ztvárnění jednoho ze šesti portrétů Boba Dylana ve filmu Beze mě: Šest tváří Boba Dylana. Ve stejném roce také pokračovala ve své roli Alžběty I. V pokračování filmu Královna Alžběta pojmenovaném Královna Alžběta: Zlatý věk. Na příštím předávání Cen Akademie získala dvě nominace na Oscara, včetně ocenění za nejlepší ženský výkon ve filmu Královna Alžběta: Zlatý věk a za nejlepší ženský vedlejší výkon ve filmu Beze mě: Šest tváří Boba Dylana, čímž se stala jedenáctým hercem/herečkou, který získal dvě nominace v jednom roce a zároveň prvním hercem/herečkou, který získal nominaci na Oskara za pokračování role.

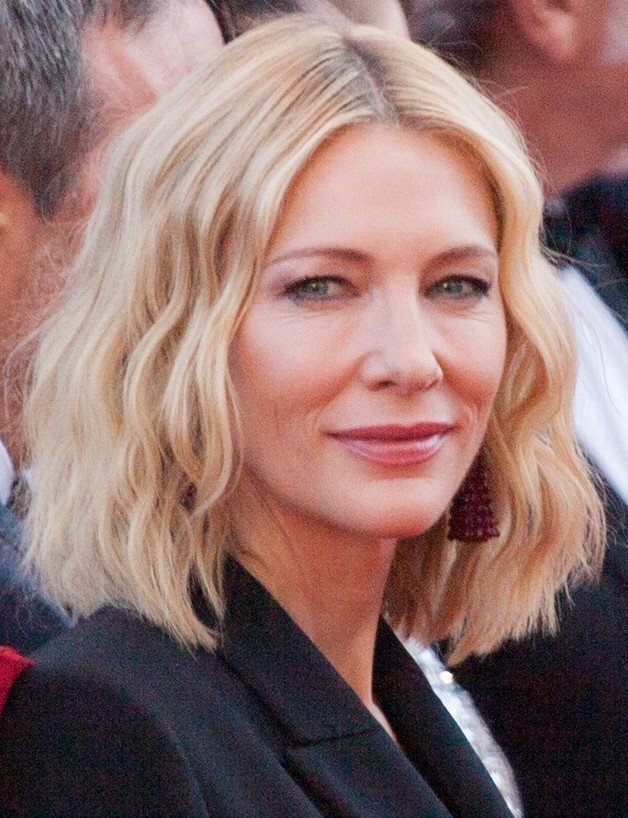
Cate Blanchettová v Cannes (2018)

V roce 2007 byla uvedena na seznamu sta nejvlivnějších lidí planety časopisu Time a také byla časopisem Forbes označena za jednu z nejúspěšnějších hereček. Během své kariéry byla opakovaně zařazena mezi nejlepší a nejvšestrannější herečky své generace. Její další rolí byla agentka KGB Dr. Irina Spalko ve filmu Indiana Jones a království křišťálové lebky a na konci tohoto roku se objevila ve filmu Podivuhodný případ Benjamina Buttona.
V lednu 2008 podepsala společně se svým manželem tříletou smlouvu se Sydney Theatre Company jakožto umělečtí šéfové souboru. Kontrakty jim umožňily v každém roce tři měsíce volna, ve kterém mohli vykonávat vlastní, povětšinou herecké aktivity. Jejím režijním debutem se v roce 2007 stala hra Blackbird (Kos) právě pro Sydney Theatre Company.
Dne 26. února 2008 byla jmenována členkou poroty, která nominuje účastníky Australského summitu 2020 Kevina Rudda. Byla jedinou ženskou členkou této poroty.

## Soukromý život
Jejím manželem je dramatik a scenárista Andrew Upton, kterého poznala v roce 1996, když hrála v inscenaci The Seagull. Nebyla to však láska na první pohled; „Myslel si, že jsem nevšímavá a já si myslela, že je arogantní,“ uvedla později. „Poukazuje to na fakt, jak se člověk může mýlit, ale jak mě políbil, bylo to ono.“ Svatba se uskutečnila 23. dubna 2004. Dne 13. dubna 2008 v Sydney porodila jejich třetího syna jménem Ignatius Martin Upton.
Je patronkou Sydneyského filmového festivalu. Je také tváří luxusní kosmetiky pečující o tělo SK-II, kterou vlastní Procter & Gamble. V roce 2007 byla také zvolena velvyslancem on-line kampaně Australské nadace pro ochranu přírody, která podněcuje Australany, aby zde vyjádřili své příspěvky ohledně změn klimatu.

## Filmografie
| Rok  | Název                                       | Role                          | Poznámka / ocenění |
| ---- | ------------------------------------------- | ----------------------------- | --- |
| 1994 | Police Rescue                               | Vivian                        | |
| 1996 | Parklands                                   | Rosie                         | |
| 1997 | Oscar a Lucinda                             | Lucinda Leplastrier           | Nominace – Ocenění Australského filmového institutu, nejlepší ženský herecký výkon |
| 1997 | Zaplaťpánbůh potkal Lizzie                  | Lizzie                        | Ocenění Australského filmového institutu, nejlepší vedlejší ženský herecký výkon |
| 1997 | Cesta do ráje                               | Susan Macarthy                | |
| 1998 | Královna Alžběta                            | Alžběta I.                    | Zlatý glóbus za nejlepší ženský herecký výkon (drama) Cena BAFTA za nejlepší ženský výkon v hlavní roli Nominace - Oscar za nejlepší ženský herecký výkon v hlavní roli Nominace – Ocenění SAG za nejlepší ženský herecký výkon v hlavní roli |
| 1999 | Bangers                                     | Julie-Anne                    | |
| 1999 | Talentovaný pan Ripley                      | Meredith Logue                | Nominace – Ocenění BAFTA za nejlepší vedlejší ženský herecký výkon |
| 1999 | Bláznivá runway                             | Connie Falzone                | |
| 1999 | Ideální manžel                              | Lady Gertrude Chiltern        | |
| 2000 | Téměř dokonalý zločin                       | Annabelle „Annie Wilson“      | |
| 2000 | Muž, který plakal                           | Lola                          | |
| 2001 | Ostrovní zprávy                             | Petal Quoyle                  | |
| 2001 | Charlotte Gray                              | Charlotte Gray                | |
| 2001 | Pán prstenů: Společenstvo Prstenu           | Galadriel                     | Nominace – Ocenění SAG award |
| 2001 | Banditi                                     | Kate Wheeler                  | Nominace - Zlatý glóbus za nejlepší ženský herecký výkon (komedie / muzikál) Nominace – Ocenění SAG za nejlepší vedlejší ženský herecký výkon |
| 2002 | Pán prstenů: Dvě věže                       | Galadriel                     | Nominace – Ocenění SAG |
| 2002 | Nebe                                        | Philippa                      | |
| 2003 | Pán prstenů: Návrat krále                   | Galadriel                     | Ocenění SAG |
| 2003 | Bu jian                                     | Magdalena 'Maggie' Gilkeson   | |
| 2003 | Kafe a cigára                               | Sama sebe & Shelly            | |
| 2003 | Veronica Guerin                             | Veronica Guerin               | Nominace - Zlatý glóbus za nejlepší ženský herecký výkon (drama) |
| 2004 | Život pod vodou                             | Jane Winslett-Richardson      | |
| 2004 | Letec                                       | Katharine Hepburnová          | Oscar za nejlepší ženský herecký výkon ve vedlejší roli Cena BAFTA za nejlepší vedlejší ženský herecký výkon Ocenění SAG za nejlepší vedlejší ženský herecký výkon Nominace - Zlatý glóbus za nejlepší ženský herecký výkon ve vedlejší roli |
| 2005 | Malá ryba                                   | Tracy Heart                   | Ocenění Australského filmového institutu za nejlepší ženský výkon v hlavní roli |
| 2006 | Babel                                       | Susan Jones                   | Nominace – Ocenění SAG |
| 2006 | Berlínské spiknutí                          | Lena Brandt                   | |
| 2006 | Zápisky o skandálu                          | Sheba Hart                    | Nominace - Oscar za nejlepší vedlejší ženský herecký výkon Nominace - Zlatý glóbus za nejlepší vedlejší ženský herecký výkon Nominace – Ocenění SAG nejlepší vedlejší ženský herecký výkon |
| 2007 | Jednotka příliš rychlého nasazení           | Janine                        | |
| 2007 | Královna Alžběta: Zlatý věk                 | Alžběta I.                    | Nominace - Oscar za nejlepší ženský herecký výkon v hlavní roli Nominace - Zlatý glóbus za nejlepší ženský herecký výkon - drama Nominace – Ocenění SAG za nejlepší ženský herecký výkon v hlavní roli Nominace – Ocenění BAFTA za nejlepší ženský herecký výkon v hlavní roli                                                                                                |
| 2007 | Beze mě: Šest tváří Boba Dylana             | Jude Quinn (Bob Dylan)        | Volpi Cup za nejlepší ženský herecký výkon Zlatý glóbus za nejlepší mužský herecký výkon ve vedlejší roli Ocenění Independent Spirit za nejlepší vedlejší ženský herecký výkon Nominace - Oscar za nejlepší vedlejší ženský herecký výkon Nominace – Ocenění SAG za nejlepší vedlejší ženský herecký výkon Nominace – Ocenění BAFTA za nejlepší vedlejší ženský herecký výkon |
| 2008 | Indiana Jones a království křišťálové lebky | doktorka Irina Spalko         | |
| 2008 | Podivuhodný případ Benjamina Buttona        | Daisy Fuller                  | |
| 2009 | Ponyo                                       | Granmamare                    | anglický dabing |
| 2010 | Robin Hood                                  | Marian                        | |
| 2011 | Hanna                                       | Marissa Weigler               | |
| 2012 | Hobit: Neočekávaná cesta                    | Galadriel                     | |
| 2013 | Jasmíniny slzy                              | Jeanette „Jasmína“ Francisová | Oscar za nejlepší ženský herecký výkon Zlatý glóbus za nejlepší ženský herecký výkon |
| 2013 | Hobit: Šmakova dračí poušť                  | Galadriel                     | |
| 2013 | The Turning                                 | Gail Lang                     | |
| 2014 | Hobit: Bitva pěti armád                     | Galadriel                     | |
| 2014 | Jak vycvičit draka 2                        | Valka (hlas)                  | |
| 2014 | Památkáři                                   | Claire Simone                 | |
| 2015 | Carol                                       | Carol Aird                    | také výkonná producentka |
| 2015 | Knight of Cups                              | Nancy                         | |
| 2015 | Manifesto                                   | 13 rolí                       | |
| 2015 | Popelka                                     | Lady Tremaine                 | |
| 2015 | Truth                                       | Mary Mapes                    | také výkonná producentka |
| 2017 | Song to Song                                | Amanda                        | |
| 2017 | Thor: Ragnarok                              | Hela                          | |
| 2018 | Čarodějovy hodiny                           | Florence Zimmerman            | |
| 2018 | Mauglí – příběh džungle                     | Kaa (hlas)                    | |
| 2018 | Debbie a její parťačky                      | Lou                           | |
| 2019 | Jak vycvičit draka 3                        | Valka (hlas)                  | |
| 2019 | Kde se touláš, Bernadetto                   | Bernadette Fox                | |
| 2019 | Sweet Tooth                                 | vypravěčka                    | krátký film |
| 2021 | K zemi hleď!                                | Brie Evantee                  | |
| 2021 | Ulička přízraků                             | dr. Lilith Ritter             | |
| 2022 | Tár                                         | Lydia Tár                     | Zlatý glóbus za nejlepší ženský herecký výkon Cena BAFTA za nejlepší ženský herecký výkon v hlavní roli |
| 2022 | Pinocchio Guillerma del Tora                | opičák Spazzatura (hlas)      | |
| 2022 | Škola dobra a zla                           | vypravěčka                    | |
| 2023 | Borderlands                                 | Lilith                        | |
| 2025 | Operace Black Bag                           | Kathryn St. Jean              | |